# Kellerei Naumburg
Die Kellerei Naumburg in der Wetterau bestand im Wesentlichen aus dem säkularisierten ehemaligen Kloster Naumburg.
Der Niedergang des Klosters und die Reformation ließen verschiedene Nachbarn auf den Plan treten, die das Vermögen und die Ländereien des in Auflösung befindlichen Klosters zu übernehmen trachteten. Neben den Grafen von Hanau-Münzenberg waren das der Burggraf von Friedberg und das Freigericht Kaichen.

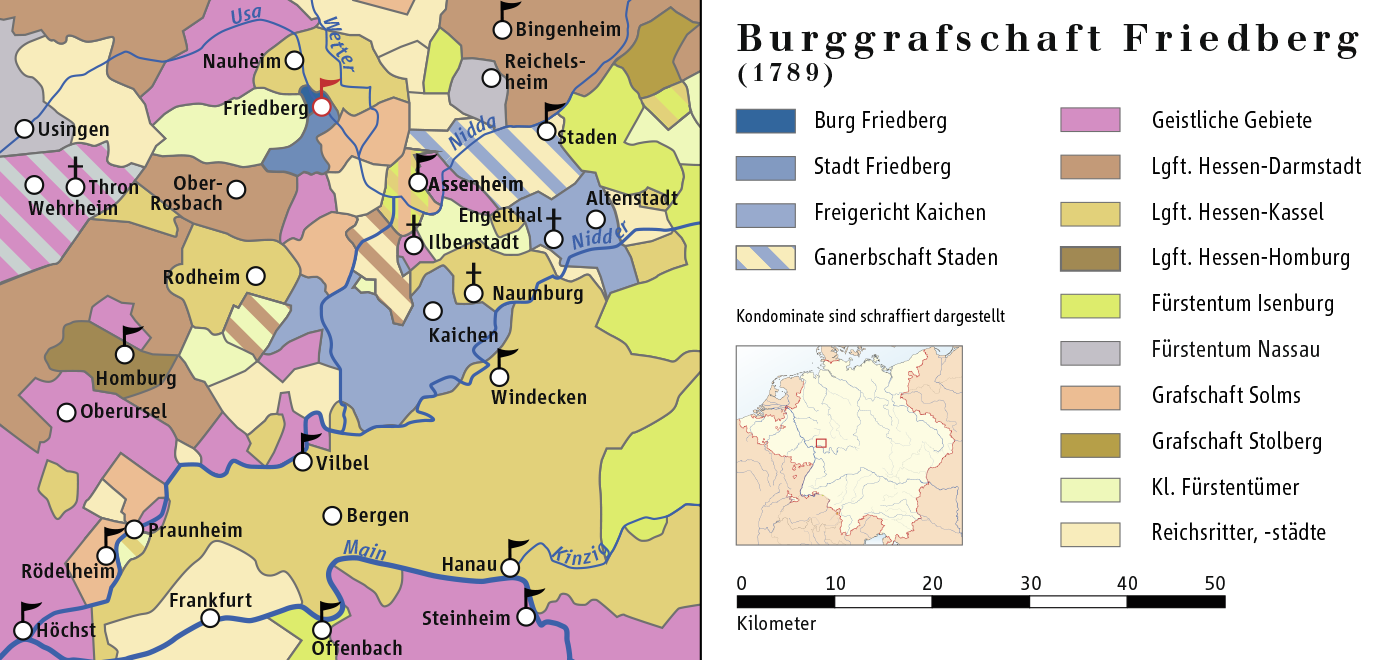
Die Kellerei Naumburg teilte das Gebiet des Freigerichts Kaichen (hellblau) in zwei Teile.

Drei Jahre nach dem Tod des letzten Abtes 1558 erwarb Graf Philipp III. von Hanau-Münzenberg 1561 das Kloster Naumburg für 18.000 fl. vom Kloster Limburg a. d. Haardt. Es bildete nun die Kellerei Naumburg innerhalb der Grafschaft Hanau-Münzenberg. Infolge der Spannungen zur Burg Friedberg kam es nach dem Kauf 1564 bis 1569 zur Naumburger Fehde, die in den Annalen auch als „Heukrieg“ Erwähnung findet, weil sich der Streit an dem Recht entzündete, den Heuzehnten einzuziehen. Der Vergleich, der die Fehde 1569 beendete, sprach die Landeshoheit über Naumburg den Grafen von Hanau zu.
Im Dreißigjährigen Krieg war Naumburg 1629–1631 von den Kaiserlichen besetzt, was dazu führte, dass das Kloster Seligenstadt Naumburg aufgrund des Restitutionsediktes in Besitz nahm. Dies geschah widerrechtlich, weil die Hanauer Grafen das im Verfall befindliche Kloster 1561 rechtmäßig erworben hatten und den Kauf durch den Pfalzgrafen als Schutzherr des Klosters Limburg hatten bestätigen lassen. Nach dem Abzug der kaiserlichen Truppen wurde es wieder von Hanau besetzt.
Das Amt Naumburg gehörte zu einer Vermögensmasse, die 1643 seitens der Grafschaft Hanau an die Landgrafschaft Hessen-Kassel verpfändet wurde. Grund waren finanzielle Forderungen von Hessen-Kassel an die Grafschaft Hanau-Münzenberg, die anlässlich der Befreiung der Stadt Hanau durch Truppen der Landgrafschaft im Jahre 1636 entstanden waren und die Hilfe der Landgrafschaft für Graf Friedrich Casimir von Hanau-Lichtenberg, damit dieser 1642 sein Erbe, die Grafschaft Hanau-Münzenberg, gegen den Widerstand zahlreicher Nachbarn auch tatsächlich erhielt. Das Pfand wurde nicht mehr ausgelöst. 1736, nach dem Tod des letzten Hanauer Grafen, Johann Reinhard III., fiel die gesamte Grafschaft Hanau-Münzenberg an Hessen-Kassel, wurde aber noch 50 Jahre lang als Sekundogenitur für jüngere Prinzen des Hauses Hessen-Kassel, zunächst für  Wilhelm (VIII.) 1736–1751, dann für Wilhelm IX. 1760–1786 genutzt. Während dieser Zeit verblieb die Kellerei Naumburg außerhalb dieser Sekundogenitur bei der Landgrafschaft Hessen-Kassel. Erst 1786 kam es zur administrativen Wiedereingliederung der Kellerei Naumburg in die hessen-kasselische Grafschaft Hanau, deren Schicksal sie nun teilte: 1803 wurde die Landgrafschaft Hessen-Kassel zum Kurfürstentum Hessen erhoben. Während der napoleonischen Zeit stand die Kellerei ab 1806 unter französischer Militärverwaltung, gehörte 1807 bis 1810 zum Fürstentum Hanau, und dann von 1810 bis 1813 zum Großherzogtum Frankfurt, Departement Hanau. Anschließend fiel sie wieder an das Kurfürstentum Hessen zurück. Nach der Verwaltungsreform des Kurfürstentums Hessen von 1821, im Rahmen derer Kurhessen in vier Provinzen und 22 Kreise eingeteilt wurde, ging die Kellerei im neu gebildeten Kreis Hanau auf. Dieser wiederum ging im Zuge der Gebietsreform in Hessen im Main-Kinzig-Kreis auf.

## Bestand
Die Kellerei Naumburg umfasste
- Erbstadt
- Hainchen (Wüstung)
- ehemaliges Kloster bei Nidderau-Erbstadt, heute: Schloss Naumburg